# 笠渚
31°24′30″N 120°12′46″E / 31.40842°N 120.21265°E
笠渚，又称力渚、沙渚山、红沙湾，是一个位于中华人民共和国江苏省无锡市滨湖区雪浪街道的小山咀。

## 特点
沙渚位于南方泉西南部与太湖交接的地区，为庙山向西对太湖伸出的小山咀。其山石经海浪冲洗呈林立状，也因此在历史上被称为“开化八景”之“笠渚奇石”。2009年，无锡市人民政府修建贡湖湾湿地公园一期工程2标段，将笠渚一并纳入工程项目。当地也进行红沙湾农业生态园的开发。